# Strokkur
Strokkur er en gejser i Island. Den ligger i det geotermiske område, lige ved siden af gejseren Geysir, der har givet navn til hele begrebet gejser. Området ligger i den sydvestlige del af landet, øst for hovedstaden Reykjavik. Strokkur er en af Islands mest berømte gejsere, der springer ca. hvert 8. minut døgnet rundt.

## Historie
Strokkur har en lang historie bag sig. Det startede i 1789 med et jordskælv, der åbnede for den varme undergrund så gejseren pludselig kunne springe. Sådan fortsatte det indtil 1896, hvor endnu et jordskælv atter blokerede for gejseren indtil 1963, hvor lokalbefolkningen tog sagen i egne hænder og rensede det tilstoppede hul. Strokkur har sprunget regelmæssigt siden.

## Turisme
Strokkur og hele området deromkring er berømt langt udover Islands grænser. Stedet tiltrækker en mængde turister, idet det er en af de få naturligt forekommende gejsere i verden, der springer regelmæssigt – og hyppigt.

## Udbruddene
Vand i en dybde af 23 meter og en temperatur på omkring 120 °C kan ikke komme af med sin damp på grund af vægten af det ovenpå liggende vand. Når vandet er presset op i ca. 16 meters højde er det på kogepunktet og starter den reaktion, som vi kan se på overfladen. Den opstigende boble tillader mere vand nedefra at løbe til. Det tilstrømmede vand når dermed også kogepunktet og udvikler således mere damp. Hermed presses koldere vand med op mod overfladen og trykket stiger. Når alt dette når overfladen er det både vand og damp, der presses ud og derved danner det store udbrud.
Efter denne udladning starter hele processen forfra.

## Billedserie
| Circle of water in the ground with houses and a green skyline in the distant background. | Circle of water, with a geyser filling the circle of water. | Geyser grows larger, reaching to the sky. | Geyser doubles in size. | Geyser fills the picture frame. |